# فوفينام فيات فو داو
الفوفينام فيات فو داو (Việt Võ Đạo أو 越武道) جزء من الفنون القتالية الفتنامية تأسست عام 1938، على يد نوين لوك. تشتهر هذه الرياضة بالضربات المقصيّة الخطيرة حيث يوجد بها 21 ضربة مقصية.
يتضمن الفوفينام استخدام اليدين والمرفقين والساقين والركبتين والأسلحة مثل السيوف والسكاكين والمخالب والمراوح. بحيث يتعلم الطلاب أيضًا كيفية التعامل مع الأسلحة المحمولة باليد، والهجمات المضادة، والتقييد. فمن بين فنون القتال الفيتنامية تعد الفوفينام الأكبر إنتشاراًً والأكثر تطورًا في فيتنام مع أكثر من 60 مدرسة حول العالم، بما في ذلك بولندا وبلجيكا وكمبوديا والدنمارك وألمانيا والولايات المتحدة والمغرب والنرويج وروسيا وفرنسا ورومانيا وسويسرا والسويد وسنغافورة وأوزبكستان وتايلاند وإيطاليا وأستراليا والهند وباكستان وإيران وإسبانيا والجزائر وتايوان واليونان. ويعتبر نغوين فون تشيو حاليا هو رئيس مجلس الفوفينام الآن.
يمارس الفوفينام بالسلاح أو بدونه، فهو فن يقوم على مبدأ ما بين الصلب واللين، ويشمل تدريب الجسد وكذلك العقل، كما يعتمد على القوة ورد فعل الخصم. يتضمن الفوفينام أيضًا تقنيات اليد والكوع والركل والهروب والرفع. ويتم تدريب كل من تقنيات الهجوم والدفاع، وكذلك أشكال القتال والمصارعة التقليدية. مع مجموعة واسعة من التقنيات التي تشمل اللكم، الركل، الأشكال، المصارعة، السيف، العصا، الفأس، المروحة القابلة للطي وغيرها.
يمكن الفوفينام من الدفاع عن النفس ضد الهجمات بدون الأسلحة مثل الخنق من الخلف أو الإسقاط، وكذالك تمكن منالدفاع ضد المهاجمين المسلحين بالسكاكين أو السيوف. ويتعلم الطلاب المتقدمون الجمع بين التقنيات الهجومية والدفاع عن أنفسهم ضد المسلحين. بحيث يقوم المدربون بتعليم الأسلحة التقليدية مثل العصا الطويلة والعصا القصيرة والسكين والسيف والصابر. وبالتالي، تعمل الأسلحة كأجهزة تدريب للوصول إلى السيطرة المثلى على الجسم والعقل.

## تاريخ
تأسست الفوفينام فيات فو داو باسم الفوفينام بواسطة من طرف نوين لوك في عام 1938، بهدف تزويد الممارسين بطريقة فعالة للدفاع عن النفس بعد فترة قصيرة من التعلم. بحيث يعتقد نجوين أن فنون الدفاع عن النفس ستساهم في تحرير الفيتنام من الهيمنة الخارجية، هذا البلد الذي كانت فرنسا تحكمه منذ عام 1859. ويعتبر فن الفوفينام الذي قام نغوين بتجميعه من الأنماط الصينية للكونغ فو، ومعرفته الخاصة بفنون القتال الفيتنامية التقليدية، وعناصر الأنظمة الحربية اليابانية والكورية وتم إنشاؤه جزئيًا كرد فعل للاحتلال الفرنسي، بهدف تعزيز الشعور بالهوية الوطنية للشعب الفيتنامي. وبالتالي فإن فوفينام له أصول معادية لسياسة الٳحتلال والٳستعمار.
بعد دعوته لإظهار الفوفينام علنًا في هانوي مع تلاميذه في عام 1940، تمت دعوة نوين لوك لتدريس الفن في مدرسة مدرسة هانوي العادية، واكتسبت هذه المدرسة فيما بعد شعبية واسعة بفضل فن الفوفينام. خلال السنوات التالية، تعرض هذا الفن للقمع بعد أن ازدادت الاضطرابات السياسية في جميع أنحاء الفيتنام، بسبب التوجه السياسي القومي للنظام. بحلول عام 1954، هاجر نجوين إلى جنوب الفيتنام، حيث كان قادرًا على مواصلة التدريس وإنشاء مدارس فوفينام. وبعد وفاته في عام 1960، واصل الأستاذ الكبير لي سانغ التطوير والترويج الدولي للفوفينام حتى وفاته في 27 سبتمبر سنة 2010. وقد تم إنشاء أول مدرسة للفوفينام خارج الفيتنام في هيوستن بتكساس، من قبل المهاجرين الفيتناميين في عام 1976 بعد سقوط سايغون. وبحلول عام 2000، تم إنشاء مدارس الفوفينام في أستراليا وبلجيكا وكندا وفرنسا وألمانيا وإيطاليا والمغرب وبولندا وإسبانيا وسويسرا والولايات المتحدة وعدة دول أخرى.
يتواجد الفوفينام الآن باسم الفوفينام فيات فو داو، بدون الدلالات السياسية التي حملتها في الأصل.

## الثقافة والمبادئ

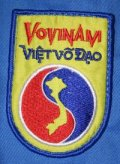
شعار فن الفوفينام

### الشعار
شعار الفوفينام فيات فو داو يتكون من مستطيل متصل بدائرة بشكل ذات لون أصفر، زاوي في الأعلى، دائري في الأسفل. يرمز هذا الشكل إلى كمال مبدأ ما بين الصلب واللين. وداخل هذا الشكل ذات اللون الأصفر، نجد النص الأحمر "Vovinam" مكتوب فوق النص الأزرق البحري "Việt Võ Đạo". ويظهر أسفل النص رمز يين ويانغ باللون الأحمر والأزرق البحري. يُحاط رمز يين ويانغ بدائرة بيضاء سميكة ترمز إلى وجود الداو، مع مهمة التوسط بين الين ويانغ، لإخضاع الاثنين. وتوجد خريطة صفراء للفيتنام فوق رمز يين ويانغ.

### الزي
يتكون زي الفوفينام فيات فو داو الرسمي، والمسمى "võ phục"، من سترة وسروال مصنوعين من قماش صلب بلون أزرق فاتح. بشكل عام، يعتبر هذا الزي أقل سمكاً من من زي الجودو المسمى «كيكوجيس» ويشبه إلى حد كبير زي الكاراتيه في الشكل. عادة ما يتم صناعته في الفيتنام ويستورد ٳلى باقي الدول. ويمكن أن يشتمل الجزء الخلفي من الزي على تطريز متطور إلى حد ما يمثل حيواناً من الحيوانات القتالية مثل التنين، طائر الفينيق والنمر أو نقوش مطرزة عند الطلب مثل اسم النادي. يرتدي بعض الممارسين أيضًا رقعة علم بلادهم على الأكمام. ومن المعتاد أيضًا وضع اسمه الأول على الصدر، على الجانب الأيمن، حيث يتم حجز الجانب الأيسر لشعار الفوفينام. ويُطرز الاسم الأول للممارس على ملصق قماش بلون الحزام.

## معنى كلمة الفوفينام فيات فو داو
- فوفينام: الاسم الأول للمدرسة القتالية
- فيات (越): شعب الفيتنام
- فو (武): فن قتالي
- داو (道): منهاج

## اقرأ أيضاً
- فنون قتالية